# Cierva
La Cierva – gmina w Hiszpanii, w prowincji Cuenca, w Kastylii-La Mancha, o powierzchni 71,48 km². W 2011 roku gmina liczyła 56 mieszkańców.